# Pierre Barbier (écrivain)
Pour les articles homonymes, voir Pierre Barbier et Barbier.
Pierre Barbier, né le 30 octobre 1854 à Paris, ville où il est mort le 12 mars 1918, est un homme de lettres français.

## Biographie
Pierre Auguste Christian Barbier est le fils Jules Barbier (1825-1901), auteur dramatique, et de Marie Louise Renart (1827-1897). Il est le neveu de Auguste Barbier (1805-1882), librettiste.
Il étudie d'abord la peinture, il est élève de Bonnat entre 1873 et 1877. Il écrit plusieurs comédies en vers. Le succès de son premier acte en vers, Le Roi chez Molière, représenté au Théâtre de la Gaîté en 1876, l'incite à quitter petit à petit la peinture pour l'écriture.
Auteur de comédies et de drames théâtraux, il écrit de nombreux poèmes lyriques en association avec des compositeurs célèbres comme Théodore Dubois, Émile Pessard ou Georges Pfeiffer. 
Il épouse en 1880 Louise Albertine Becker.
Il meurt le 12 mars 1918.

## Œuvres
- Le Roi chez Molière (1876)
- Simone (1883)
- Indigne (1884), drame en quatre actes et en prose (Théâtre des Menus-Plaisirs)
- L'Enclume (1884)[6], opéra-comique en un acte, musique de Georges Pfeiffer (Opéra Comique)
- Le Modèle (1886), comédie en un acte et en vers (Odéon)
- Vincenette (1887), comédie en un acte (Comédie-Française)
- Le Baiser de Suzon (1888)[7], opéra-comique en un acte, musique de Herman Bemberg (Opéra-Comique)
- Gifles et baisers (1893)[8].
- Jehan de Saintré (1893)
- La Preuve (1893)
- Les Fiançailles de Triboulet (1893)
- Au Bois sacré (1893)
- Circé (1896)
- Daphnis et Chloé (1897)
- Le Follet (1898)
- La Vieillesse de don Juan (1906)